# 魯實先
魯實先（1913年—1977年），名祐昌，字實先，晚號靜農，以字行。湖南省寧鄉縣人，曾任國立臺灣師範大學國文學系教授，精通文字學、上古曆法、《史記》等學術。父魯渭平。

## 生平
1913年3月12日，鲁实先出生在湖南省长沙市宁乡县道林镇。年少時曾先後入湖南明德、大麓中學就讀，遭學校勒令退學後，返鄉後家中延聘教師教導，購「四史」自修，數年間讀畢二十四史。1928年，鲁实先在花明楼镇周渭舫门下攻读经史之学。後隨父親宦遊杭州，趁此覽讀文瀾閣《四庫全書》。1940年，著《史記會注考證駁議》，批駁日本學者瀧川龜太郎《史記會注考證》中疑義、不當之處，出版時由郭沫若序言。深受楊樹達賞識，認為魯氏：「超越前儒，古今獨步。」，推薦予復旦大學中文系主任陳子展，1942年，29岁的鲁实先遂入復旦擔任教授，當時師生皆以「娃娃教授」稱之。1946年，鲁实先出任家乡靳江中学校长。
1949年，國共內戰之后，魯實先輾轉至香港、台灣，先後曾於臺灣省立農學院、東海大學、臺灣師範大學任教。

## 著述
- 《史记会注考证驳议》
- 《史记广注》
- 《文字析义》
- 《殷历谱纠谲》
- 《卜辞姓氏通译》

## 後學
- 許錟輝
- 蔡信發
- 陳廖安